# دانشگاه بین‌المللی نفت و گاز
دانشگاه بین‌المللی نفت و گاز (به لاتین: International Oil and Gas University) یک دانشگاه در ترکمنستان است که در عشق‌آباد واقع شده است.